# Regionsrådsvalg i Danmark
Regionsrådsvalg er valg til de danske regioner, der i Danmark falder hvert 4. år, og bliver afholdt sammen med kommunalvalgene.
Man kan ikke udskrive valg til regionerne i utide, og falder derfor altid den 3. tirsdag i november, hvert 4. år.
Næste regionsrådsvalg vil være d. 18. november 2025. Det seneste fandt sted d. 16. november 2021.
Valgperioden løber fra 1. januar, det følgende år.
Der er valg til de 5 regioner.
- Region Nordjylland
- Region Midtjylland
- Region Syddanmark
- Region Sjælland
- Region Hovedstaden

## Stemmeret og valgbarhed
Stemmeberettigede til regionsvalg er personer som er fyldt 18 år på valgdagen, og som bor fast i regionen. Udlændinge som ikke er statsborgere i et EU-land, Norge eller Island, skal også have boet i Danmark, Færøerne eller Grønland de seneste 3 år for at opnå stemmeret. Udlændinge som er udvist, men stadig bor i Danmark har dog ikke stemmeret.
Alle med stemmeret er også valgbare medmindre de er idømt frihedsstraf eller ubetinget frakendt førerretten til bil. 3-5 år efter straffen er udstået bliver man valgbar igen.

## Mandatfordeling på landsplan
| 77 | 11 | 20 | 12 |  | 14 | 60 |  |  |

| 136 | 69 |

| 68 |  | 20 | 32 | 19 | 54 |  |  |

| 133 | 72 |

| 68 |  | 15 | 10 |  | 23 | 61 | 15 |

| 124 | 81 |

| 70 |  | 15 | 14 |  |  | 21 | 54 | 13 |  |  |

| 127 | 78 |

| 64 | 12 | 31 |  | 14 |  |  | 54 | 14 |  |

| 102 | 103 |

| 64 | 12 | 32 | 15 |  |  |  |  | 51 |  | 14 |  |

| 102 | 103 |